# Xabier Morrás
Xabier Morrás Zazpe (nacido el 28 de enero de 1943 en Pamplona, Comunidad Foral de Navarra, España) es pintor y profesor, actualmente jubilado, de Bellas Artes. La temática de sus obras gira en torno al cosmopolitismo, el urbanismo y la guerra, revelando una tendencia al realismo crítico inglés y la influencia del Pop-art de mediados del siglo XX que, ligado al esencialismo vasco presente en gran parte de sus obras, da como resultado una especie de pintura autobiográfica.

## Biografía
Morrás vive su infancia y juventud en la época de mayor esplendor del franquismo y la Guerra Fría. Gracias a sus padres, procedentes del entorno rural (su padre de tierra Estella y su madre de Zabaldica), tiene la oportunidad de ver y comparar ambas realidades, rural y urbana, en ese contexto oscuro de guerra y represión, aspecto que va a destacar en sus primeras obras.
De joven, estudia en la Escuela de Artes y Oficios de Pamplona y en 1964 obtiene una beca de la Diputación Foral de Navarra para realizar sus primeras exposiciones individuales en el Museo de Navarra y en la Galería Amadís de Madrid. En 1966 obtiene otra beca de la misma institución y viaja a estudiar pintura en Londres y en Edimburgo hasta 1968, En 1969 regresa a Pamplona, donde expondrá sus nuevas obras, ilustradas con sus viajes, en la Sala de Cultura de la Caja de Ahorros de Navarra. Entre 1971 y 1986 se posiciona como director de la Sala de Cultura de la Caja de Ahorros de Navarra en Pamplona, donde se celebrarán algunas de sus más importantes exposiciones. En 1974 obtiene una beca de la fundación Juan March para realizar una estancia en Nueva York. En 1987 comienza su labor como docente en la Facultad de Bellas Artes de Bilbao jubilándose en 2013

## Estilo
Sus obras juegan con el negro y el gris, algunos matices en rojo, interesándose por la ciudad industrial, la sociedad oscura, la tragedia, el dolor y el sufrimiento. Un ejemplo que refleja bien estos aspectos es la pintura de batallas, como la de Verdún o la de Amaiur. En sus obras más recientes se observa una inclusión de más colores, aunque oscuros, con acuarelas y pasteles que pintan arquitecturas urbanas. De esta manera, Londres, Nueva York, Chicago, Berlín, Verdún y Navarra son los principales protagonistas en sus obras. En ellas también está muy presente la figura humana, “con sentimientos, actitudes e historias reflejadas en miradas y gestos”.
Morrás destaca como uno de los miembros del realismo crítico, un tipo de realismo que busca las evidencias testimoniales y cuya particularidad en este autor se basa en exponer, mediante la imagen fotográfica y la pintura, una denuncia social. El propio autor define su obra como «narrativa, crítica y autobiográfica»
Dentro del estilo del artista, se pueden distinguir tres líneas de trabajo muy ligadas entre sí: la arquitectura autobiográfica, el poder descontrolado y la guerra.

### Arquitectura autobiográfica
En primer lugar, la obra de Morrás viene directamente influenciada por sus vivencias, sobre todo por sus viajes al extranjero. En un contexto de represión franquista y Guerra Fría, América en particular sería considerado como un espacio de libertad. Londres fue su primer destino extranjero, favorecida su estancia con una beca sin apenas tener dominio del idioma inglés. Su siguiente gran viaje fue a Nueva York, cuyos rascacielos son protagonistas en sus obras sobre la ciudad, “pero también los personajes inquietantes y marginales de los suburbios y subsuelos neoyorquinos”. Chicago, Berlín y Manchester también van a estar presentes en sus obras, aunque serán Nueva York y Londres las principales estrellas extranjeras a lo largo de su trayectoria como artista. Los pueblos españoles, en comparación con la antagónica vida urbana, también serían un espacio de escape de este ambiente de terror. El autor recoge estas realidades en sus obras sobre paisajes urbanos y rurales: las máquinas, las fábricas, los rascacielos, de lugares y situaciones que le han impactado, pudiendo denominarse esta línea de su trabajo como "arquitectura autobiográfica".
Aquí destaca sobre todo el esencialismo vasco, "propugnado fundamentalmente por Oteiza y los escultores guipuzcoanos cuyo proyecto estético y vital consistía en enlazar los últimos datos de la modernidad con un substrato estético vasco enraizado en el inconsciente colectivo popular." De esa manera, ofrece una visión cosmopolita de la realidad, ligada a la idea de realismo crítico, compartiendo espacio con los escenarios tradicionales vascos.

### El arte al servicio del poder descontrolado
Xabier se vio influido por artistas como Javier Ciga Etxandi o Jorge Oteiza, quienes marcaron tendencia en la época de su juventud y propugnaron la idea de "ir construyendo una cultura nacional que la guerra arrasó". A partir de la línea del realismo crítico, muchos artistas de la época siguieron esa idea y, en concreto Morrás, buscaba evidenciar una serie de derechos que el poder había arrebatado a su pueblo. Se trata de concienciar a la población de que están siendo controlados y manipulados por los que están arriba. Aquí destacan los cuadros que ha dedicado a "los monumentos a las guerras, mausoleos a la gran mentira".
La temática siempre gira en torno a la problemática del ser humano en el medio social contemporáneo, la cual trata de documentar y convierte en arte a partir de fotocollages y pinturas. De esta manera, "la despersonalización del hombre en las grandes metrópolis" será un tema recurrente a lo largo de su trayectoria como artista.

### La patria y la guerra
En tercer lugar destacan las obras que resaltan la defensa del pueblo y de sus ideologías. El terror de la guerra, la destrucción, la tristeza y la violencia protagonizan esta línea de su trabajo. Las más destacadas son la anteriormente mencionada Batalla de Verdún y su obra maestra, aún inacabada por la intención del autor de incorporar nuevos personajes, la Batalla de Amaiur.

##### La Batalla de Amaiur

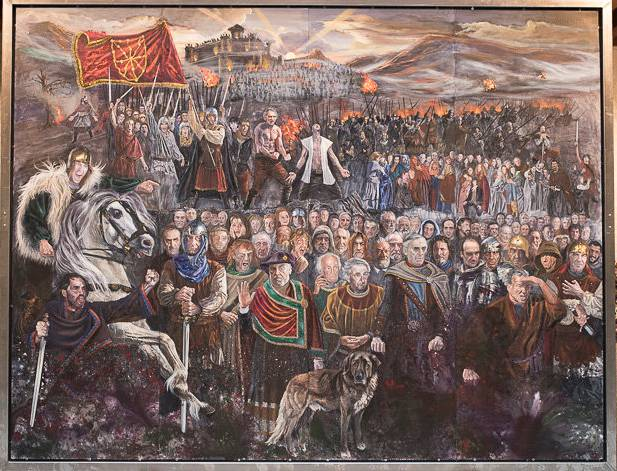
Batalla de Amaiur (aún sin acabar, representa la resistencia de los agramonteses frente a los beaumonteses en 1512. Al fondo, el castillo de Maya)

El cuadro de la Batalla de Amaiur se pinta en un lienzo de grandes dimensiones y con una particularidad: los rostros de los personajes representados corresponden a personas que han influido, de alguna manera, en la vida del artista, bien sean familiares, amigos o personajes reconocidos. Jorge Oteiza y el alcalde de Pamplona, Joseba Asirón, son algunos de los participantes en esta batalla que representa la dignidad y la lealtad en la defensa de los agramonteses contra los beaumonteses, en 1512. Aquí, rescatamos una idea ligada al mensaje que trata de transmitir Morrás sobre las mentiras procedentes de arriba: "si el abertzale Joseba Asirón es uno de los agramonteses resistentes de Amaiur frente al ejército español, queda muy claro quiénes son entonces los traidores beaumonteses de hoy en día."